# Euxoa edictalis
Euxoa edictalis là một loài bướm đêm thuộc họ Noctuidae. Nó được tìm thấy ở phía nam miền trung Alberta và east-miền trung Montana, phía tây đến south-miền trung British Columbia, phía nam đến miền trung California, miền nam Nevada, miền trung Utah và miền tây Colorado.
Sải cánh dài 35–39 mm. Con trưởng thành bay vào tháng 5 ở Alberta. Có một lứa một năm.